# دوارة كارين
دوارة كارين (الاسم العلمي:Karenia) هي جنس من الطحالب الدوارة تتبع فصيلة المتقوصرات من رتبة المتقوصريات.

## أنواع دوارة كارين
- دوارة كارين ثنائية القمع
- دوارة كارين القصيرة
- دوارة كارين قصيرة الثلم
- دوارة كارين المقنزعة
- دوارة كارين الإصبعية
- دوارة كارين طويلة القناة
- دوارة كارين الميكيموتوية
- دوارة كارين المظلية